# 由利本荘市立岩城小学校
由利本荘市立岩城小学校（ゆりほんじょうしりつ いわきしょうがっこう）は、秋田県由利本荘市にある公立小学校。

## 概要
由利本荘市の北部、岩城地域にある小学校である。亀田地区の中心部から西へ進んだ田園地帯に校舎を構えている。
由利本荘市立亀田小学校、由利本荘市立道川小学校、由利本荘市立松ヶ崎小学校の3校を統合し、2014年4月に開校した。亀田小と道川小は岩城地域（旧岩城町）だが、松ヶ崎小は本荘地域（旧本荘市）であり、旧市町の枠を超えて統合した。異なる地域間で統合したのは市内初である。
校歌は、「希望のかなた」という題名をもつ。大友康二が作詞し、髙野豊昭が作曲した。歌は3番まであり、地域性を反映した内容となっている。1番と2番には鳥海山や日本海といった語が含まれ、各番は「岩城 ふるさと岩城 わが母校」で締めくくる。

## 沿革
- 2014年（平成26年）
  - 2月 - 校舎と体育館を落成[3][4]。
  - 4月1日 - 亀田・道川・松ヶ崎小学校を統合し、岩城小学校として開校[5][1]。
  - 4月12日 - 開校式挙行[6]。
  - 10月1日 - コミュニティ・スクールに指定[5]。
  - 12月6日 - スポーツ少年団の野球部が全国大会に出場[5]。
  - 12月26日 - スポーツ少年団のバドミントン部が全国大会に出場[5][7]。
- 2015年（平成27年）2月20日 - 第51回全国児童才能開発コンテストの科学部門で、中央審査会委員長賞および学校賞を受賞[5]。
- 2019年（令和元年）- 文部科学省より「これからの時代に求められる資質・能力を育むためのカリキュラム・マネジメントの在り方に関する調査研究」を委託される（2年間）[4]。
- 2024年（令和6年）10月19日 - 創立10周年記念式典兼学習発表会挙行・記念講演会開催[8][9]。

## 施設概要
主な施設。校地面積は27,451平方メートルである。
- 校舎（5,411 m2） - 2014年竣工の鉄筋コンクリート造2階建て[4]
- 屋内運動場（1,214 m2） - 2014年竣工の鉄筋コンクリート造平屋建て[4]

## 児童数・学級数

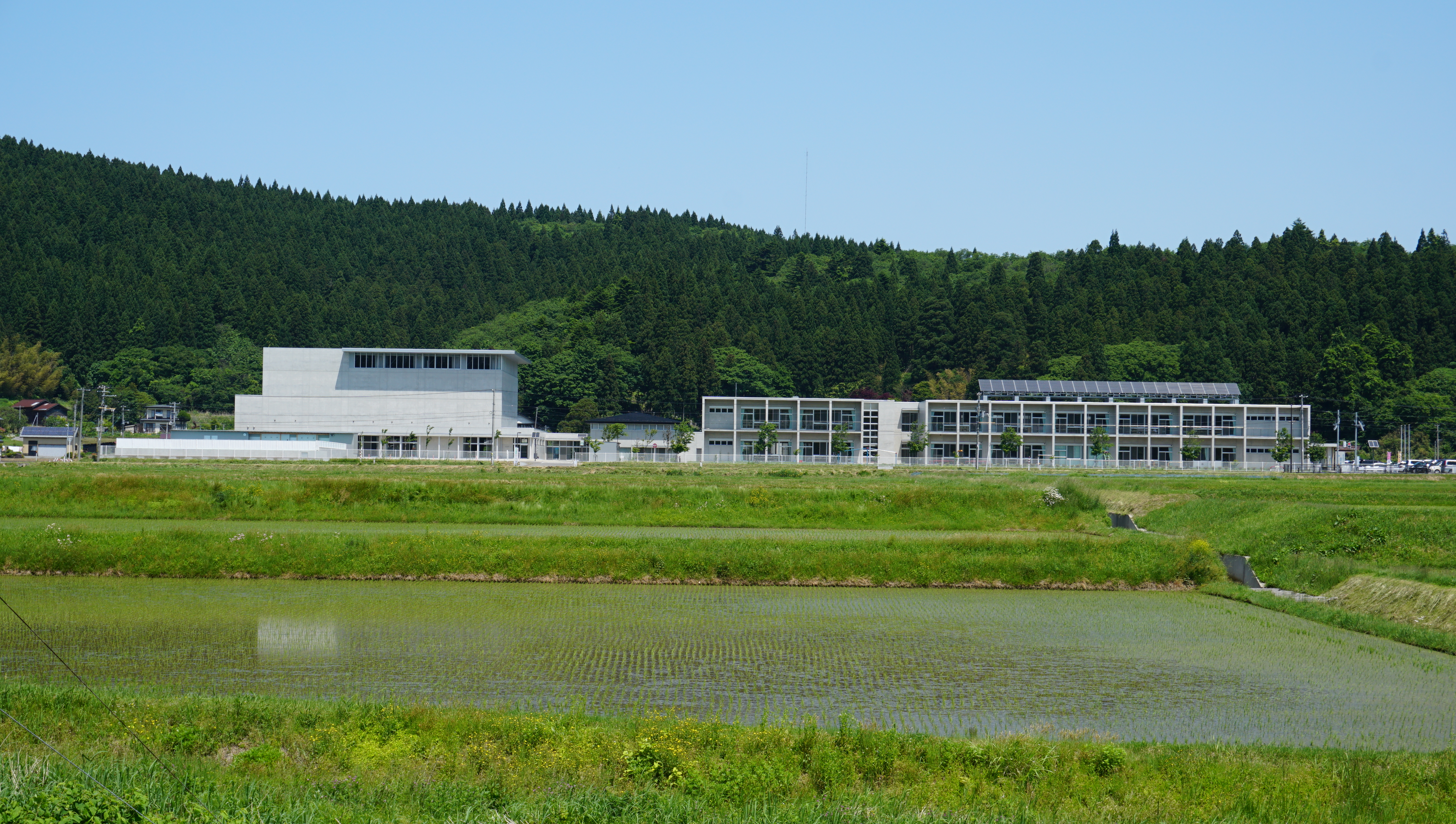
南から望む。右にある格子状の建物は校舎で、左にある背の高い建物は屋内運動場。その手前にはプールがある。校庭は校舎の右にある。

| 年度                      | 男子 | 女子 | 計  | 増減 | 学級数 | 増減 | 備考       | 出典   |
| ------------------------- | ---- | ---- | --- | ---- | ------ | ---- | ---------- | ------ |
| 2014（平成26）年度        | 135  | 110  | 245 |      | 10     |      | 創立       | [ 11 ] |
| 2015（平成27）年度        | 124  | 111  | 235 | -10  | 10     | 0    |            | [ 12 ] |
| 2016（平成28）年度        | 130  | 110  | 240 | +5   | 10     | 0    |            | [ 13 ] |
| 2017（平成29）年度        | 124  | 105  | 229 | -11  | 10     | 0    |            | [ 14 ] |
| 2018（平成30）年度        | 124  | 101  | 225 | -4   | 9      | -1   |            | [ 15 ] |
| 2019（平成31/令和元）年度 | 115  | 90   | 205 | -20  | 8      | -1   |            | [ 16 ] |
| 2020（令和2）年度         | 119  | 93   | 212 | +7   | 10     | +2   |            | [ 17 ] |
| 2021（令和3）年度         | 114  | 87   | 201 | -11  | 11     | +1   |            | [ 18 ] |
| 2022（令和4）年度         | 94   | 84   | 178 | -23  | 9      | -2   |            | [ 19 ] |
| 2023（令和5）年度         | 91   | 75   | 166 | -12  | 9      | 0    |            | [ 20 ] |
| 2024（令和6）年度         | 81   | 72   | 153 | -13  | 8      | -1   | 創立10周年 | [ 21 ] |
| 2025（令和7）年度         | 83   | 70   | 153 | 0    | 8      | 0    |            | [ 22 ] |

## 学区
- 岩城地域
- 松ヶ崎地域

出典：

## 進学先の中学校
- 由利本荘市立岩城中学校（由利本荘市岩城二古）[23]

## アクセス

### 鉄道
- 東日本旅客鉄道（JR東日本）羽越本線 - 羽後亀田駅から徒歩で約26分

### バス
- 「岩城小学校」バス停（由利本荘市コミュニティバス）下車

## 周辺
- 太平寺
- 白山神社
- 磐田電工株式会社秋田工場